# 1964 no Brasil
Esta é uma cronologia dos fatos acontecimentos de ano 1964 no Brasil.

## Incumbentes
- Presidente do Brasil -  João Goulart (7 de setembro de 1961 - 2 de abril de 1964)
- Presidente do Brasil -  Ranieri Mazzilli (2 de abril de 1964 - 15 de abril de 1964)
- Presidente do Brasil -  Humberto de Alencar Castelo Branco (15 de abril de 1964 - 15 de março de 1967)

## Eventos
- 7 de janeiro: A atriz francesa Brigitte Bardot chega ao Rio de Janeiro causando grande alvoroço, e passa o verão no balneário de Búzios, chamando a atenção da imprensa nacional e internacional para o local. O mesmo lugar, anos depois, veio a se tornar um dos locais mais badalados do verão brasileiro; graças a visita da atriz, Búzios foi "descoberta".
- 28 de fevereiro : Nascimento da cidade Nova Independência localizada no estado de São Paulo
- 13 de março: O presidente João Goulart faz seu famoso discurso em comício na Central do Brasil, no qual defende as reformas de base e a democracia.[1]
- 19 de março: Ocorre a primeira Marcha da Família com Deus pela Liberdade na cidade de São Paulo com a participação de 500 mil pessoas, que pedem uma intervenção por parte dos militares.
- 19 de março: Revolta dos sargentos: Os 19 sargentos indiciados em inquérito policial-militar (IPM) foram condenados a quatro anos de prisão.
- 25 de março: Revolta dos Marinheiros: marinheiros da baixa oficialidade, se revoltam contra as péssimas condições de vida e seus superiores, além de apoiar as Reformas de Base do Presidente João Goulart, essa revolta foi liderada pelo Cabo Anselmo.
- 31 de março e 1 de abril: Uma sequência de acontecimentos - dentre os quais a movimentação de tropas militares de Minas Gerais para o Rio de Janeiro e o posicionamento da marinha estadunidense na costa brasileira - culminam no golpe militar.[2]
- 2 de abril: O Congresso Nacional, em sessão extraordinária, declara que o presidente da Câmara dos Deputados, Ranieri Mazilli, assume a Presidência da República interinamente.[3][4]
- 11 de abril: Humberto de Alencar Castelo Branco é eleito, pelo congresso nacional, presidente do Brasil.[5][6]
- 13 de abril: Ranieri Mazzilli revoga o decreto da SUPRA, assinado por João Goulart no Comício da Central no Rio de Janeiro.
- 15 de abril: Humberto de Alencar Castelo Branco toma posse como o 26. Presidente do Brasil, e o primeiro do Regime Militar.
- 13 de maio: O Brasil rompe as relações diplomáticas com Cuba.[7]
- 10 de junho: É criado o GTEPE (Grupo de Trabalhos de Estudos de Projetos Especiais), precursor do GETEPE (Grupo Executivo e de Trabalho e Estudos de Projetos Espaciais).
- 21 de agosto: Castelo Branco cria o Banco Nacional da Habitação ( BNH ), para a construção de moradias destinadas a classe média brasileira e para gerar empregos.
- 22 de outubro: A Seleção Brasileira de Basquetebol Masculino ganha a medalha de bronze olímpica, derrotando Porto Rico no final dos Jogos Olímpicos de Verão do México.[8]
- 30 de novembro: Presidente Humberto de Alencar Castelo Branco promulga o Estatuto da Terra, uma lei que regula direitos e obrigações relacionadas aos bens imóveis rurais.
- 1 de dezembro: Termina o racionamento de energia em São Paulo.[9]
- 31 de dezembro: Fundação do Banco Central do Brasil e instituído o Conselho Monetário Nacional.

## Nascimentos
- 11 de janeiro:
  - Patricia Pillar, atriz.
  - Marcos Cals, sociólogo e político.
- 20 de janeiro: Márcia Cabrita, atriz e humorista (m. 2017).
- 3 de abril: Maurício Mattar, ator e cantor.
- 27 de abril: Dinho Ouro Preto, cantor.
- 12 de maio: Márcio Ribeiro, ator e humorista (m. 2013)
- 16 de maio: Luiz Carlos Tourinho, ator e humorista (m. 2008)
- 11 de agosto: Gérson de Abreu, ator e apresentador (m. 2002)
- 11 de setembro: Alexandre Lippiani, ator e dublador (m. 1997)
- 31 de outubro: Marcelo Duarte, jornalista e escritor.
- 11 de dezembro: Cassio Scapin, ator.

## Mortes
- 20 de janeiro: Aníbal Machado, escritor e crítico (n. 1894).